# Phyllosiphonaceae
Phyllosiphonaceae, porodica zelenih algi smještena u vlastiti red Phyllosiphonales, dio je razreda Trebouxiophyceae. Priznato je 12 vrsta unutar četiri roda

## Rodovi
1. Mysteriochloris H.Y.Song, Y.X.Hu, H.Zhu, Q.H.Wang, G.X.Liu & Z.Y.Hu
2. Phyllosiphon J.G.Kühn
3. Phytophysa Weber-van Bosse
4. Polulichloris H.Y.Song, Q.Zhang, G.X.Liu & Z.Y.Hu